# Barbarakapelle (Krewinkel)

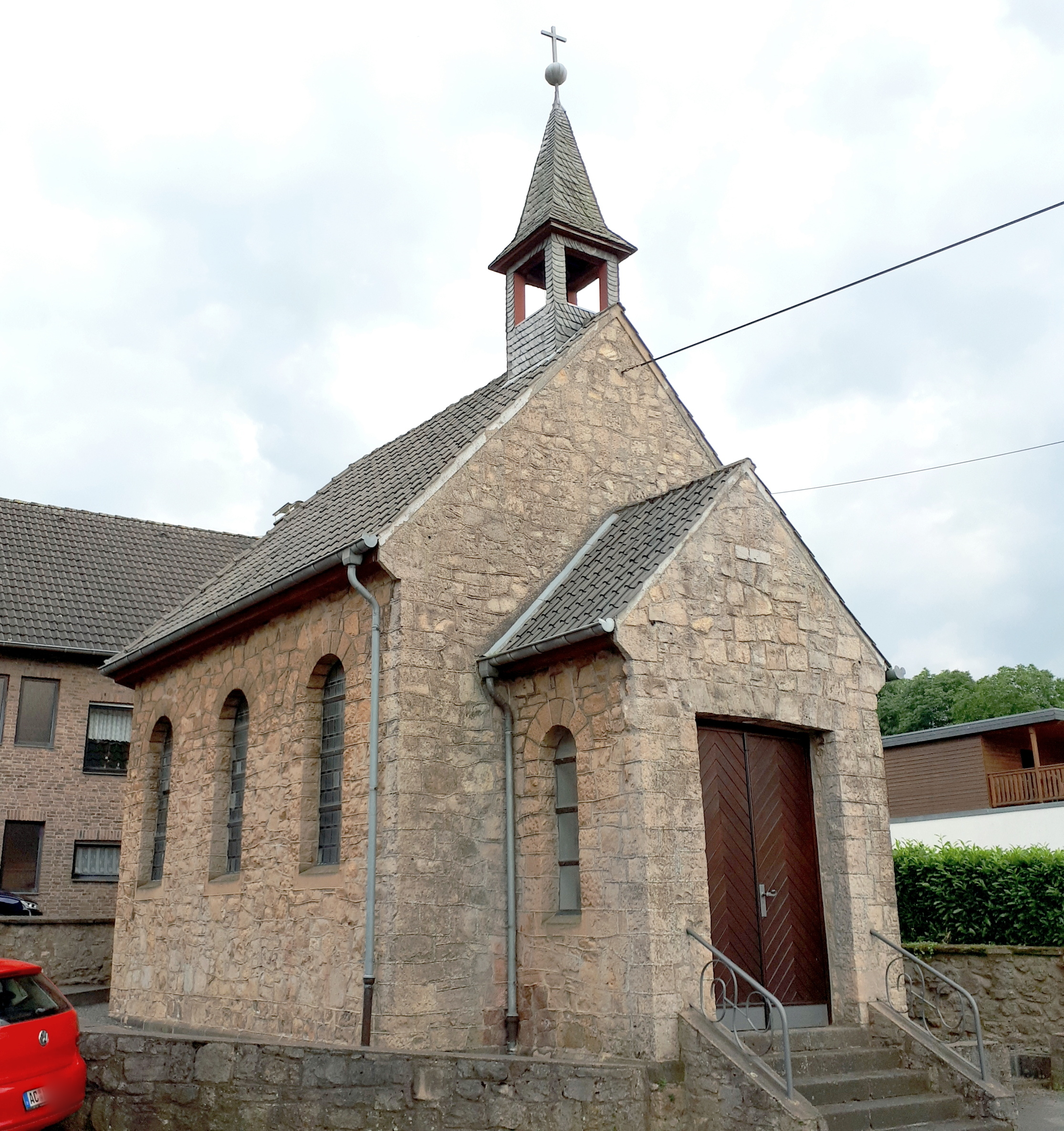
Barbarakapelle, Nordostansicht
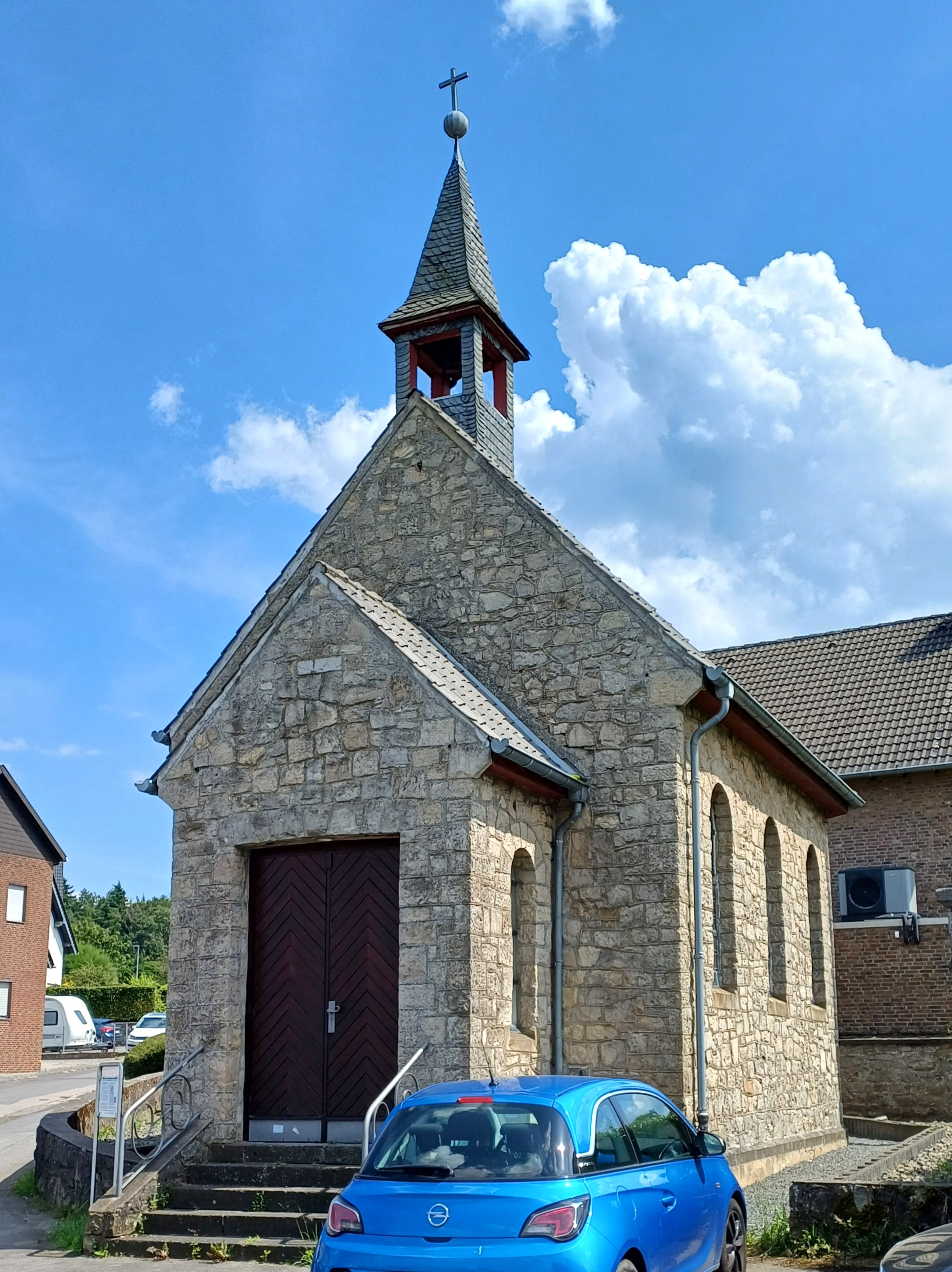
Barbarakapelle, Südwestansicht

Die römisch-katholische Barbarakapelle im Stolberger Stadtteil Mausbach-Krewinkel in der Städteregion Aachen ist ein 1915 errichtetes und der heiligen Barbara von Nikomedien gewidmetes Gotteshaus. Sie wurde nach Plänen des Haarener Architekten Heinrich van Kann entworfen und steht seit 1988 unter Denkmalschutz.

## Geschichte
Im Ortsteil Krewinkel wohnten vorwiegend Bergarbeiter aus der benachbarten und 1919 stillgelegten  Erzgrube Diepenlinchen, die bereits Ende des 17. Jahrhunderts eine erste Barbara-Kapelle im Ort erbaut hatten. Im Laufe der Jahre wurde diese zu klein und baufällig und musste durch einen Neubau ersetzt werden. Dazu stellten die Bewohner Krewinkels einen Platz gegenüber dem alten Kapellenbau zur Verfügung und sammelten Gelder für den Neubau. So wurden unter anderem die Einnahmen von Theateraufführungen sowie der Betrag, den ein Bürger durch den Verkauf eines aus dem 16. Jahrhundert stammenden Hausaltars mit dem Abbild der Heiligen-Drei-Könige erzielt hatte, gespendet.
Der Aachener Kreisbaumeister Heinrich van Kann wurde mit der Planung des Baus der Kapelle betraut, deren Bauausführung durch örtliche Bauunternehmen vorgenommen wurden. Die Einweihung erfolgte im Juli 1915 und wurde erneut, wie bei dem Vorgängerbau, der hl. Barbara gewidmet, da sie als Schutzheilige der Bergleute im Ort eine besondere Rolle spielte.
Erst im Jahr 1935 wurde die Kapelle an das elektrische Licht angeschlossen. Im Verlauf des Zweiten Weltkrieges wurde sie schwer beschädigt und nur die Außenmauern blieben erhalten. Hierbei konnte die Statue der hl. Barbara noch rechtzeitig von einer Bürgerin gerettet werden, die diese in ihrem Keller deponiert hatte. Nach dem Krieg dauerte es noch bis zum Jahr 1949, bis die Kapelle instand gesetzt und die Barbarafigur wieder aufgestellt werden konnte. Zugleich erhielt sie einen neuen Altar aus Travertin.  Weitere Sanierungen erfolgten in späteren Jahren ebenso wie der Eintrag des gesamten Kapellenbaus in das Denkmälerverzeichnis der Stadt Stolberg.
Heutzutage gehört die Kapelle zur römisch-katholischen Pfarrkirche St. Markus in Mausbach und dient zum Abhalten gelegentlicher Gottesdienste aus besonderem Anlass sowie als Treffpunkt zur inneren Einkehr für die Ortsgemeinde.

## Baucharakteristik
Die in Bruchsteinbauweise errichtete Kapelle ruht auf einem erhöhten und im Verhältnis zum Kapellengrundriss breiteren Sockel, der mit Bruchsteinen umrandet ist und die Hanglage des Geländes horizontal ausgleicht. Das Kapellenschiff ist dreiachsig und mit einem Satteldach bedeckt. Auf diesem sitzt ein kleiner offener Dachreiter für das Glockengehäuse, der mit einem Spitzdach versehen und mit einer kleinen metallenen Weltkugel und einem aufgesetzten Metallkreuz gekrönt ist.
Dem Kapellenschiff wurde im gleichen Stil ein kleinerer einachsiger Eingangsbereich vorgebaut, in dem eine doppelflügelige hölzerne moderne Rechtecktür eingelassen ist, die über eine fünfstufige Vortreppe mit schmiedeeisernem Seitengitter betreten werden kann. In den Gebäudeseiten sitzen je Achse schmale, längliche Rundbogenfenster mit abgeschrägten Sohlbänken und hellen, schlichten Bleiverglasungen.
Das Innere der Kapelle ist recht schlicht ausgestattet und die kostbarsten Gegenstände sind der erwähnte Travertinaltar und die alte Barbarastatue.